# Jacques de Bellange

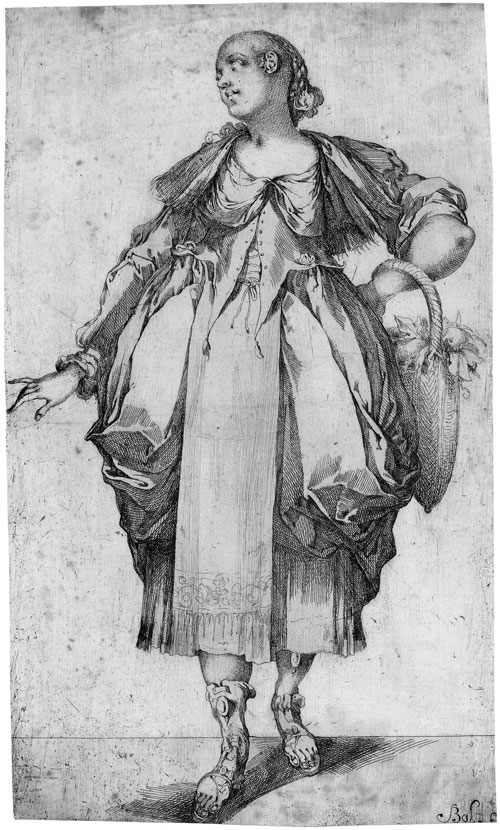
Jardinière

Jacques de Bellange (Bassigny, 1575 – Nancy, 1616) è stato un pittore e incisore francese, uno dei migliori esponenti del primo barocco dell'arte lorenese.

## Biografia
Non si posseggono notizie sicure riguardanti la sua infanzia, e anzi qualche fonte afferma che potrebbe persino trattarsi di un figlio illegittimo di un personaggio importante, dato il suo uso del titolo di "cavaliere".
Le prime informazioni documentate riguardanti la sua vita risalgono al 1595 e si riferiscono alla sua residenza nel villaggio di La Mothe, distrutto nel 1645, vicino alla sua località di nascita, oltre che al suo apprendistato effettuato a Nancy.
Si avvicinò alla pittura sotto la guida di Claude Henriet a Colonia, ma in seguito lavorò soprattutto a Nancy, raggiungendo la fama di essere il più significativo tra i pittori della Lorena.

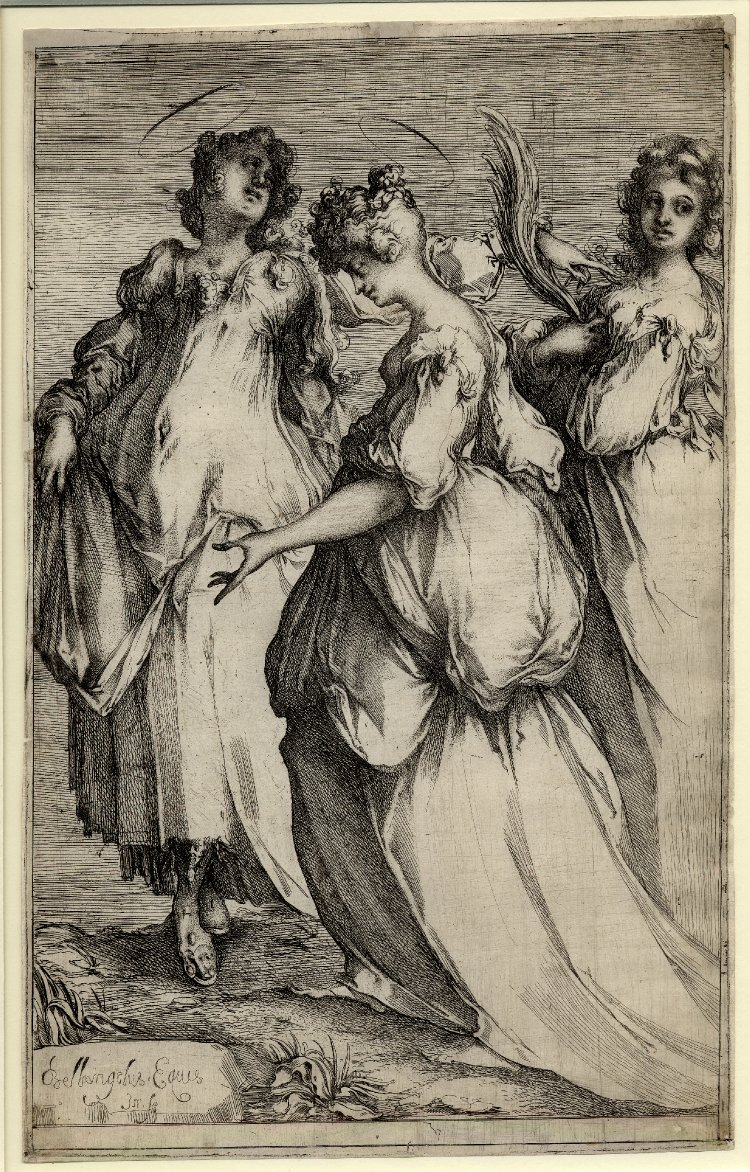
Tre donne religiose, firmato Bellangelus. Eques /In. fe.

Risultò impiegato come pittore di corte a Nancy nel 1602, e da allora in poi appare regolarmente nei conti di corte fino al 1616, anno della sua morte. Dopo aver completato la sua prima commissione, per dipingere una stanza nel palazzo, è stato assunto con uno stipendio di quattrocento franchi nel 1603, con la funzione aggiuntiva o il titolo di valet de garderobe.
Nel periodo che va dal 1602 al 1611 fu il pittore di corte di Carlo III di Lorena, per il quale dipinse scenografie per il teatro, decorò il Palazzo Ducale portando a compimento la galleria di corte e la sala dei cervi. In queste opere, il pittore, riuscì ad amalgamare con una certa eleganza scene prese dalla storia di Roma, temi quotidiani di caccia e personaggi ispirati dalle Metamorfosi di Ovidio.
Nel marzo 1608, poco prima della morte del vecchio duca, Bellange ricevette centotrentacinque franchi per un viaggio in Francia per ricevere nuove commissioni d'arte reale, e questo fu il suo unico viaggio documentato fuori dalla Lorena.
Nel 1612 sposò Claude Bergeron, la figlia diciassettenne di un importante farmacista di Nancy, con la quale ebbe tre figli. La dote era di seimila franchi, con la promessa che la casa di campagna dei Bergerons sarebbe passata alla coppia.
La sua notorietà è soprattutto dovuta alle incisioni sacre o profane, manieristiche, frutto di una combinazione di caratteristiche nordiche e italiane, basti pensare al Parmigianino e al Barocci.
Di notevole qualità risultano anche i suoi disegni, sia a penna sia a sanguigna, soprattutto quando prendono spunto dalla realtà.
Tra le tematiche ricorrenti affrontate dal pittore si annoverano: la storia, la mitologia, spunti religiosi, miracoli o scene di guerra.
I suoi soggetti principali furono:
- Cinque grandi stampe di soggetti narrativi religiosi: Adorazione dei Magi, Cristo che porta la croce, Il martirio di Santa Lucia, Resurrezione di Lazzaro, Tre donne attorno alla tomba di Maria
- Piccole stampe religiose, con diverse Madonne e bambini
- Una serie incompleta di figure di Cristo, San Paolo e dei Dodici Apostoli, diverse in due versioni, sedici in tutto
- Una serie di tre figure dei Tre Magi
- Quattro figure di donne "giardiniere" o Hortulanae
- Due soggetti con un uomo musicista
- Due scene della mitologia classica, Diana e il cacciatore (o Orione), e figure militari al di fuori di una città

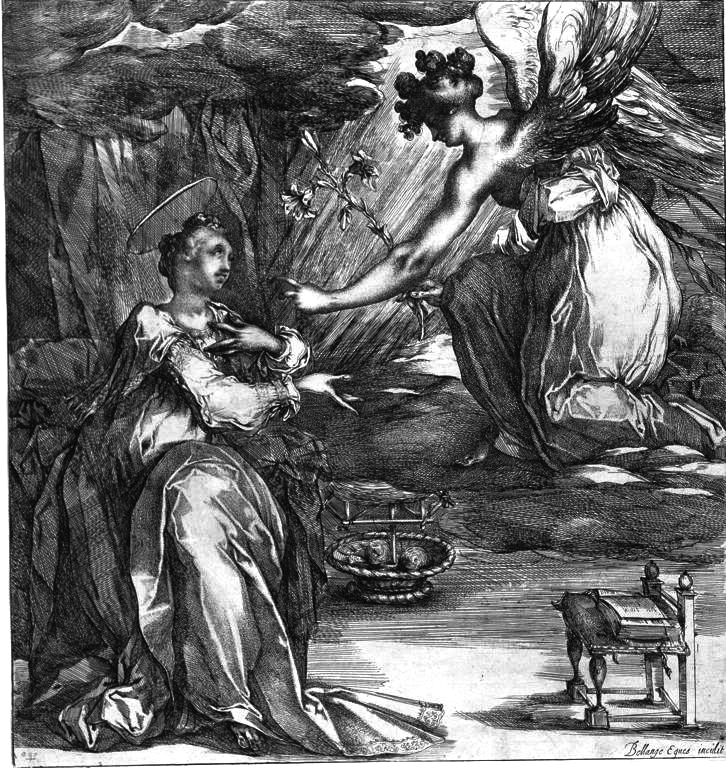
Annunciazione
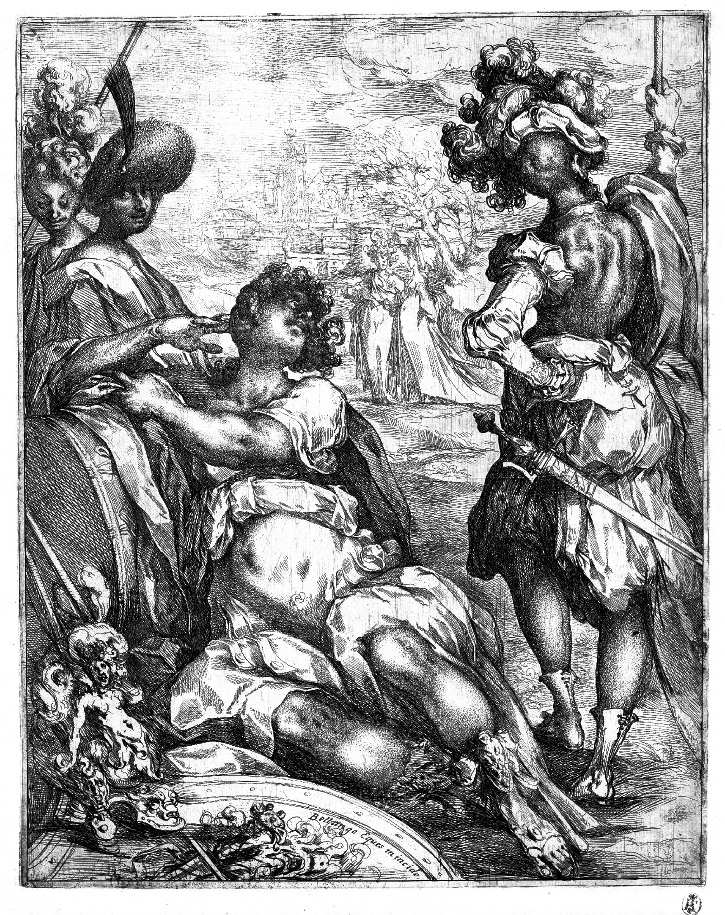
Militare fuori dalla città
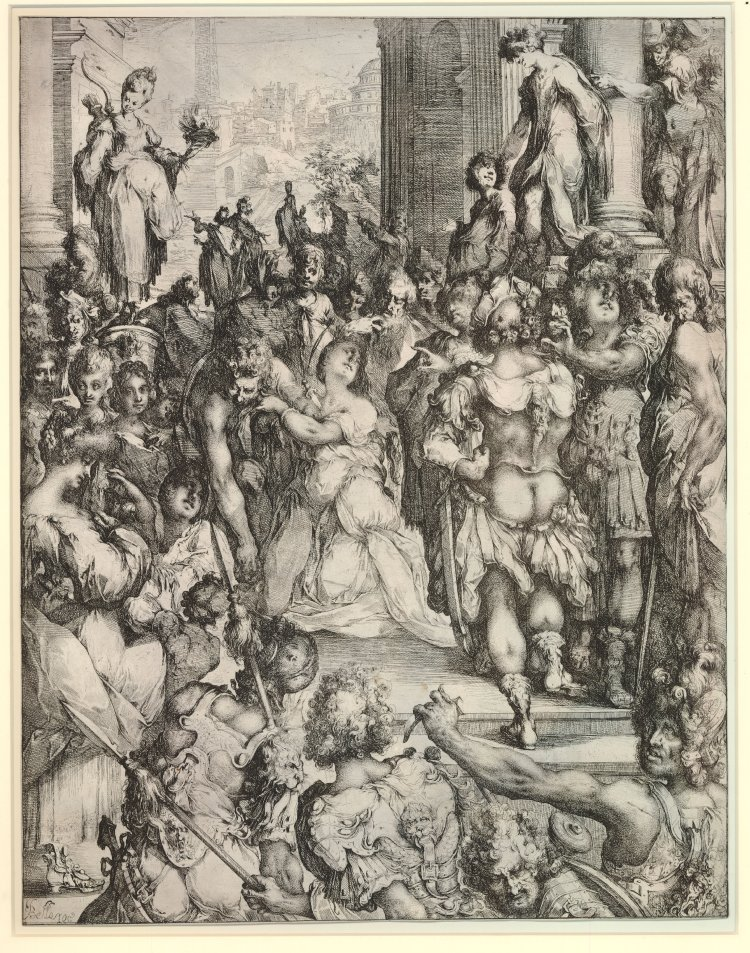
Il martirio di santa Lucia
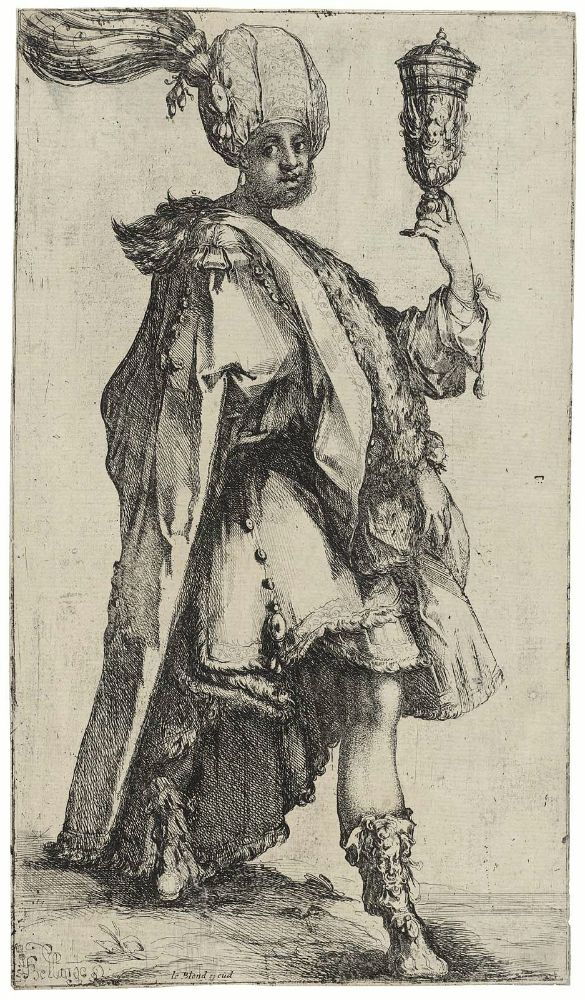
Baldassarre, uno dei Re Magi
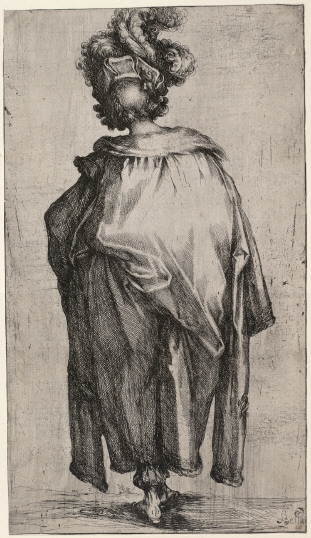
Melchiorre, uno dei Re Magi
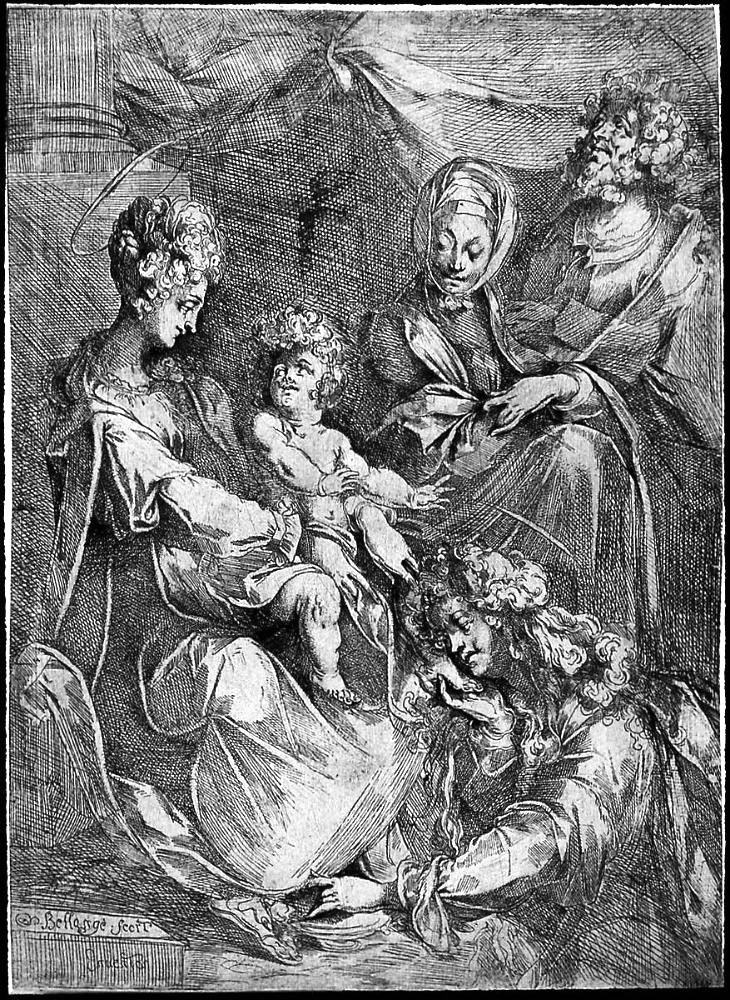
La Vergine con Bambino, Maddalena e san'Anna
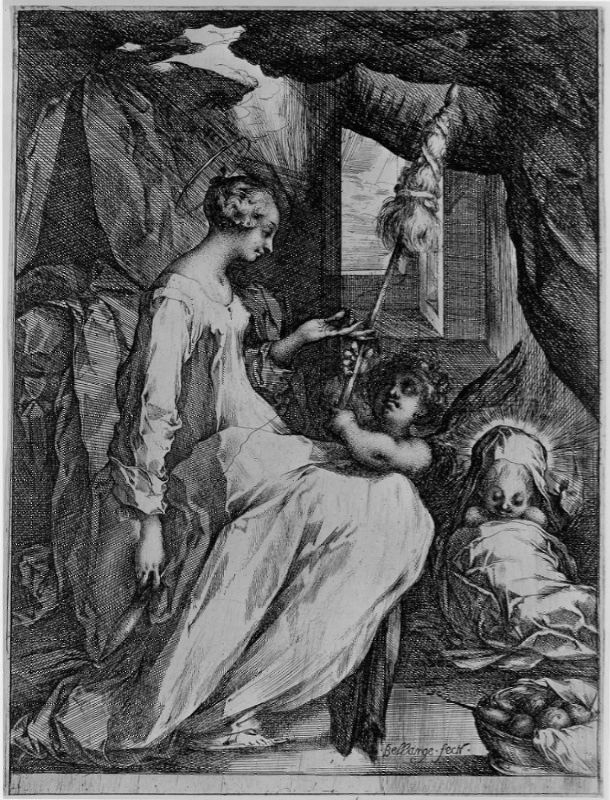
La Vergine